# Дмитрівська церква (Гірники)
Дмитрівська церква (Церква Святого Дмитрія Солунського) — чинна церква у селі Гірники Ковельського району Волинської області. Парафія належить до Володимир-Волинської єпархії Української православної церкви. Сучасну будівлю храму зведено у 2005 році на місці старовинної дерев'яної церкви 1833 року, яка згоріла під час пожежі у 2004 році. На території комплексу збереглася дерев'яна дзвіниця 1837 року, яка є пам'яткою архітектури місцевого значення.

## Історія

### Перша дерев'яна церква (1833—2004)
Першу дерев'яну церкву на честь святого великомученика Димитрія Солунського в Гірниках було збудовано у 1833 році коштом місцевої громади як кладовищенську. Урочисте освячення храму відбулося за участі литовського архієпископа Йосипа Сємашка. Деякий час церква була приписана до Воскресенського приходу містечка Нове Ратне.
У 2003 році парафіяни відсвяткували 170-річчя храму.

### Пожежа 2004 року
У ніч на суботу, у 2004 році, о 3:40 ночі, Свято-Дмитрівська церква загорілася. Першим пожежу помітив місцевий мешканець Анатолій Трофимук, який і викликав пожежників. На місце прибули пожежні команди із селища Заболоття, сіл Річиця та Ратного. Однак вогонь швидко охопив усю будівлю. Смолисте сухе дерево, вік якого оцінювався приблизно у 300 років, та товстий шар фарби сприяли швидкому поширенню полум'я. Храм згорів дотла за кілька годин.
Під час пожежі вдалося врятувати дзвіницю, що стояла за п'ять метрів від церкви, завдяки постійному поливу водою. Разом із церквою згоріло все майно, зокрема рідкісні старовинні ікони. Серед втрачених — чотири ікони, датовані 1848—1851 роками, та п'ять ікон, яким було понад сто років. Благочинний Гірниківської округи протоієрей Іван Хіночик оцінив збитки у 200 тисяч гривень. Найімовірнішою версією причини пожежі він назвав навмисний підпал.

### Новий храм
Після пожежі громада розпочала будівництво нового храму на тому ж місці. У 2005 році нову церкву було відкрито. У листопаді 2020 року парафіяни відзначили 15-ту річницю з дня відкриття відбудованого Свято-Дмитрівського храму.

## Архітектура
Первісна церква була дерев'яною спорудою, збудованою у 1833 році. Деревина, з якої її було зведено, за оцінками, мала вік близько 300 років на момент пожежі.
Дзвіниця
Поряд із церквою розташована дерев'яна дзвіниця, збудована у 1837 році. Вона вціліла під час пожежі 2004 року. Наказом МКІП України від 19 квітня 2024 року № 295 дзвіницю внесено до Державного реєстру нерухомих пам'яток України як пам'ятку архітектури місцевого значення з охоронним номером 2305-Вл.

## Релігійна громада
Релігійна громада офіційно зареєстрована 24 грудня 1991 року. 30 вересня 2009 року отримала статус неприбуткової організації. Повна назва — РЕЛІГІЙНА ОРГАНІЗАЦІЯ «СВЯТО-ДМИТРІВСЬКА РЕЛІГІЙНА ГРОМАДА УКРАЇНСЬКОЇ ПРАВОСЛАВНОЇ ЦЕРКВИ» С. ГІРНИКИ РАТНІВСЬКОГО РАЙОНУ. Керівником громади є протоієрей Іван Володимирович Хіночик.

## Галерея

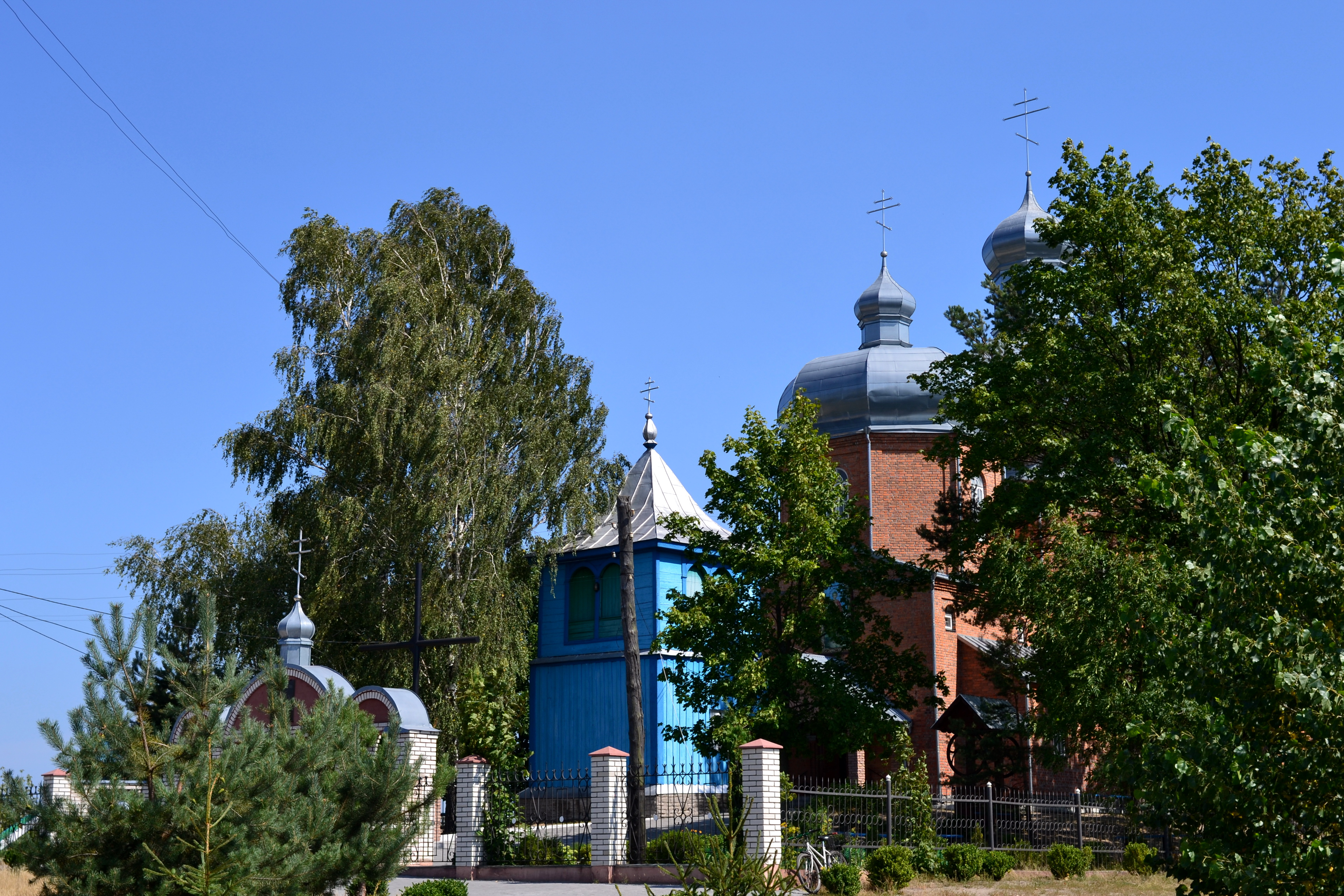
Комплекс Дмитрівської церкви, вид зі сходу
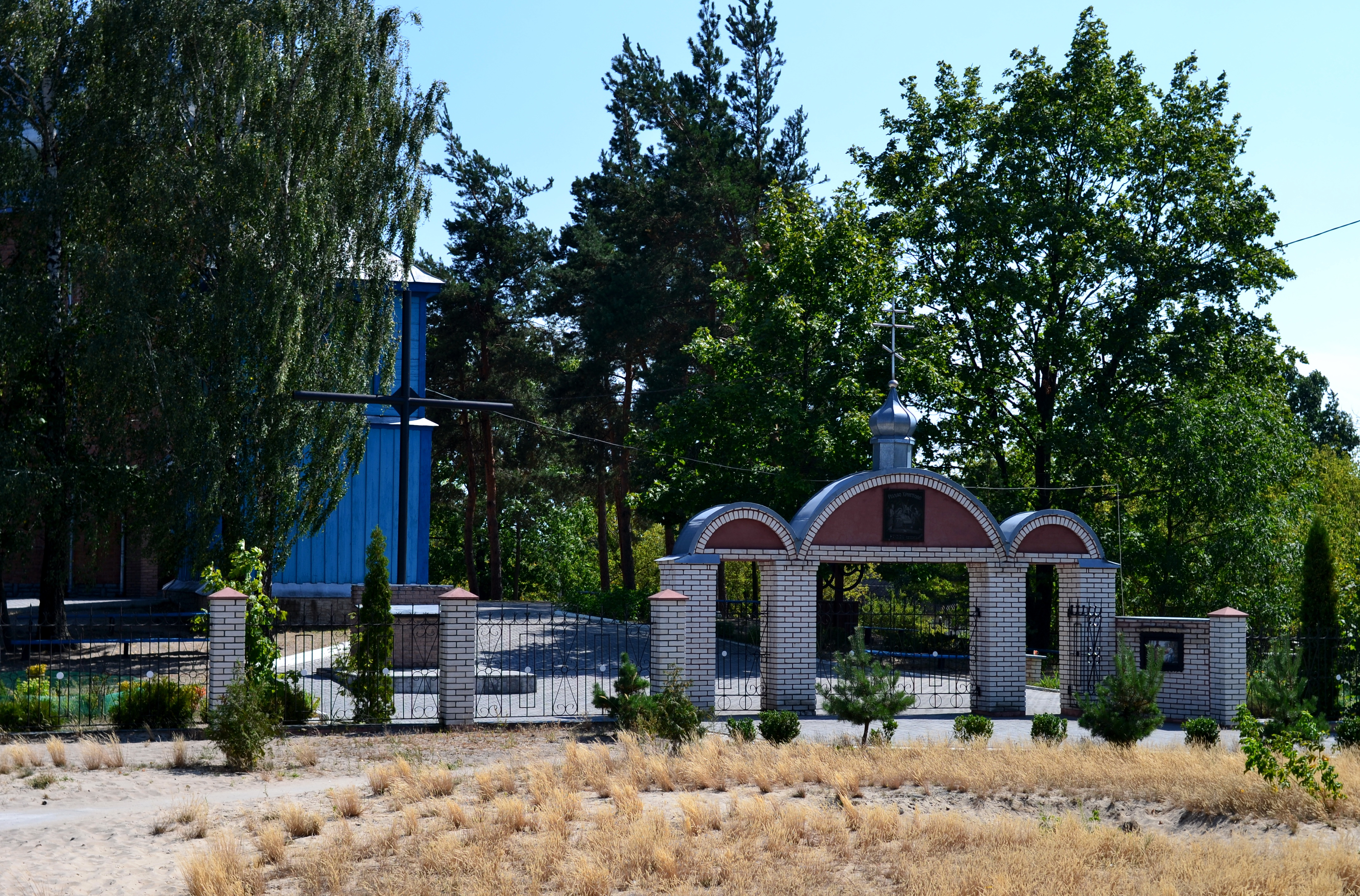
Центральна брама
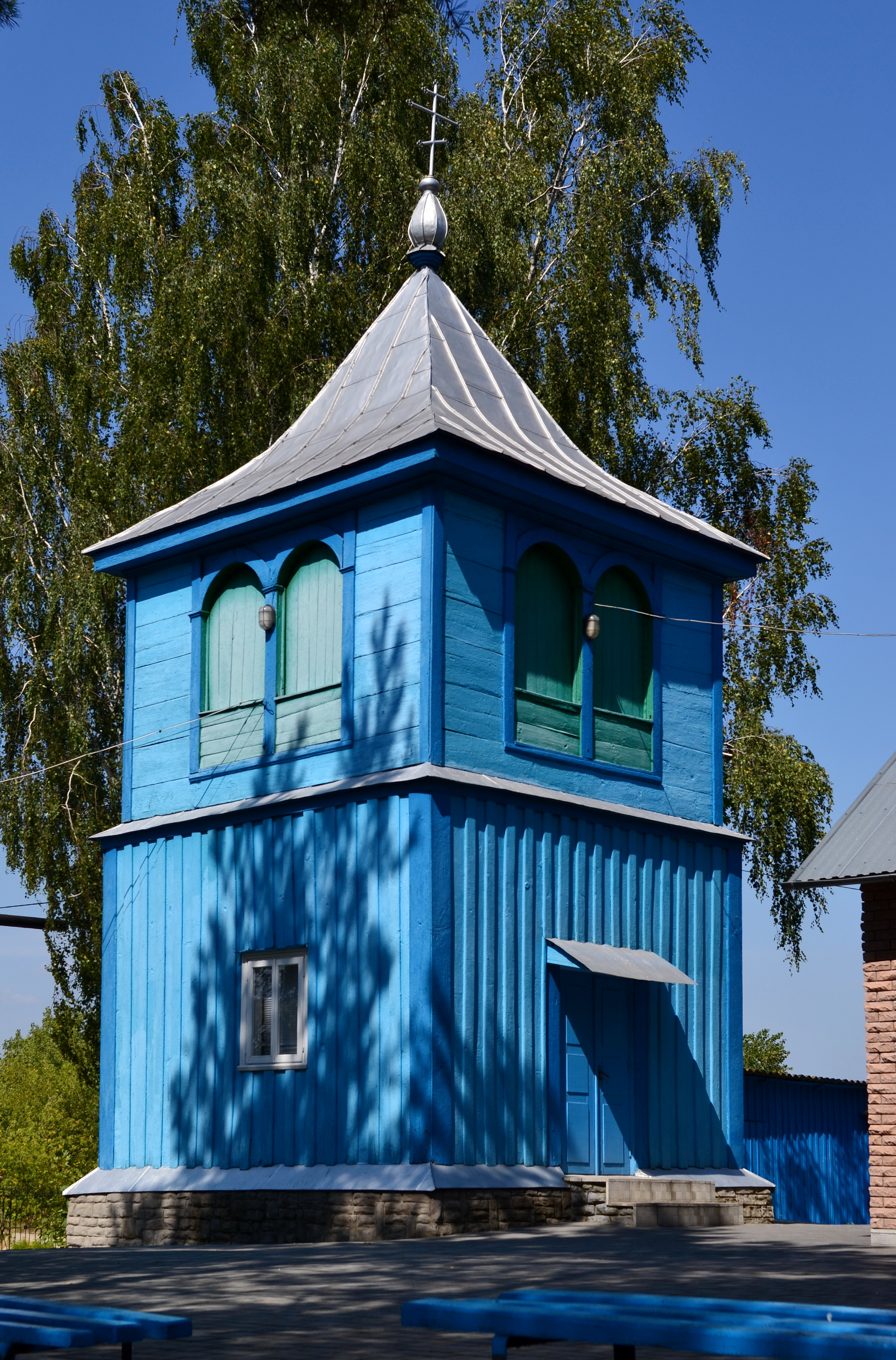
Дзвіниця, вид з південного сходу
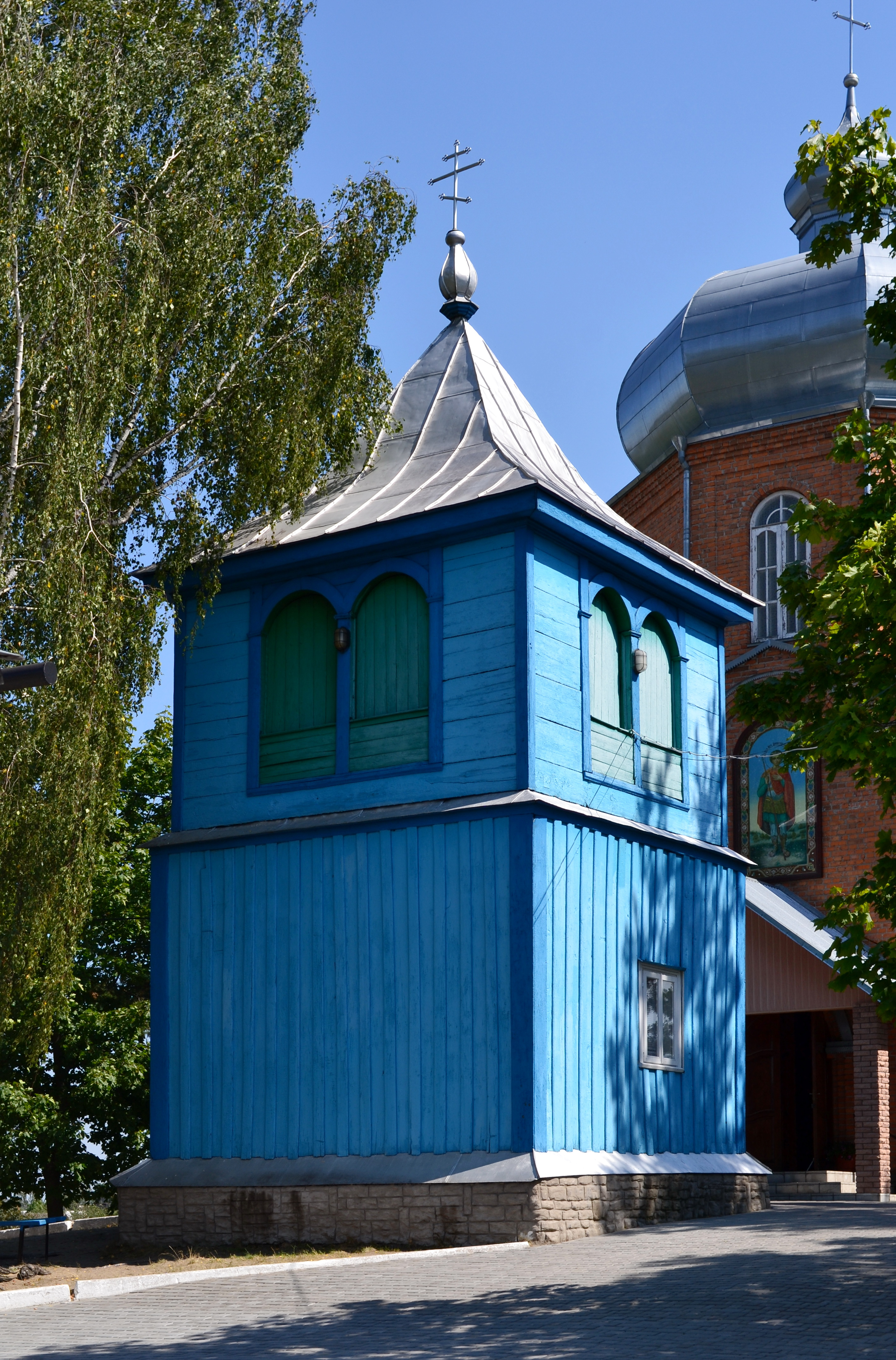
Дзвіниця, вид з південного заходу
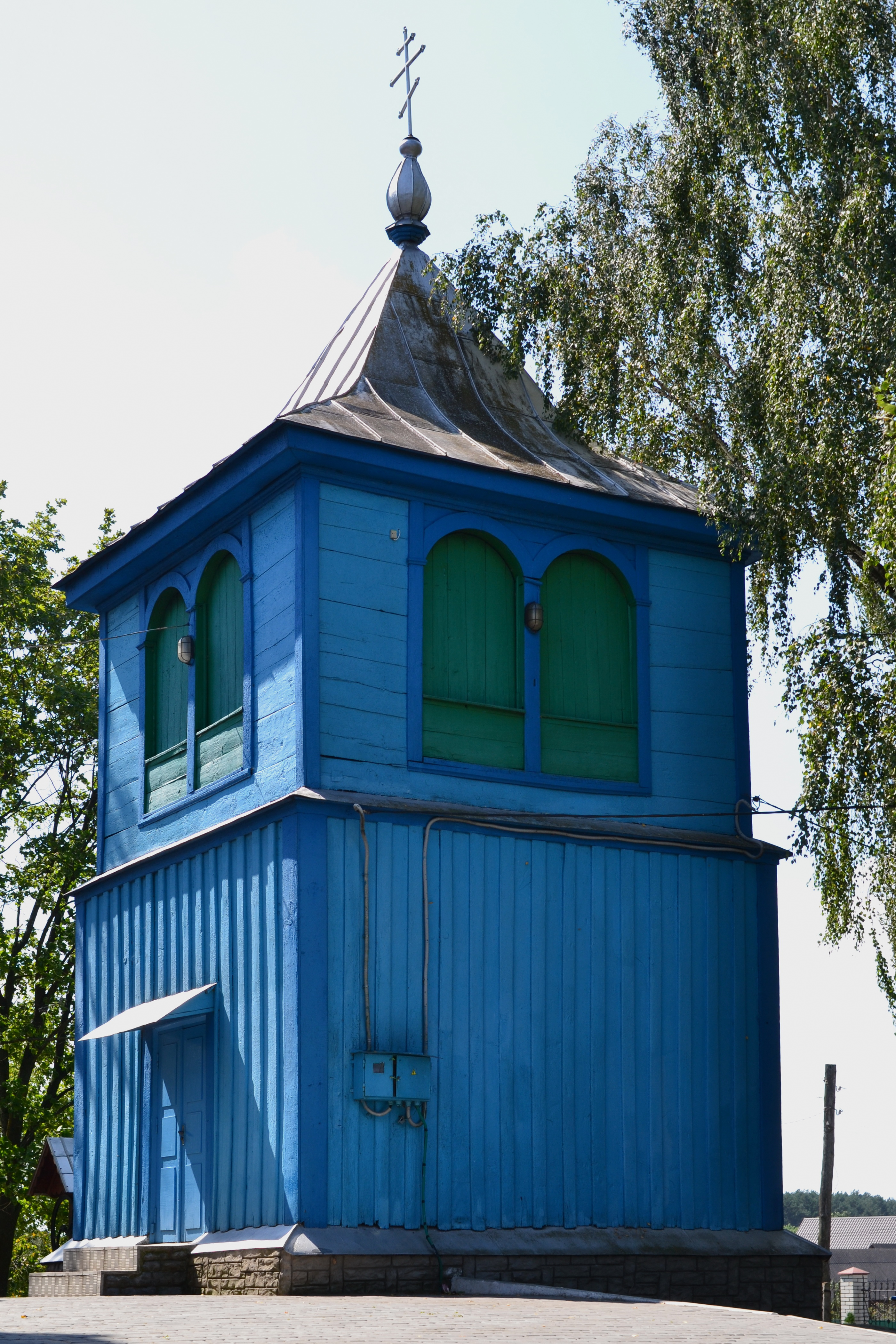
Дзвіниця, вид з північного сходу